# 533. pehotni polk (Wehrmacht)
Za druge 533. polke glejte 533. polk.
533. pehotni polk (izvirno nemško Infanterie-Regiment 533) je bil eden izmed pehotnih polkov v sestavi redne nemške kopenske vojske med drugo svetovno vojno.

## Zgodovina
Polk je bil ustanovljen 28. januarja 1940 kot polk 18. vala kot Rheingold polk WK III preko Wehr-Ersatz-Inspektion Berlin; polk je bil dodeljen 383. pehotni diviziji. 
15. oktobra 1942 je bil polk preimenovan v 533. grenadirski polk.